# Думастурі
Думастурі (груз. დუმასტური) — село в Грузії.
За даними перепису населення 2014 року в селі проживає 286 осіб.